# Kuba Karaś
Kuba Karaś, właśc. Jakub Karaś (ur. 2 lutego 1996 w Zabrzu) – polski artysta muzyczny. Muzyk The Dumplings i Karaś/Rogucki. W 2015 roku wraz z Justyną Święs otrzymał nagrodę polskiego przemysłu fonograficznego Fryderyka w kategorii Fonograficzny debiut roku.

## Życiorys
Jakub Karaś pochodzi z Zabrza. Jest absolwentem III Liceum Ogólnokształcącego w Zabrzu. Nie posiada wykształcenia muzycznego, jest samoukiem. Początkowo grał w zespole metalowym. W trakcie nauki w liceum poznał w szkole Justynę Święs. W 2011 muzycy zaangażowali się we współpracę, tworząc zespół The Dumplings. W zespole Karaś odpowiada za grę na gitarze, perkusji, pianinie oraz syntezatorze. Jest współautorem tekstów piosenek zespołu.
Karaś ponadto produkował piosenki dla Reni Jusis oraz komponował utwory Marceliny. Po zawieszeniu działalności przez zespoły The Dumplings i Coma w 2020 zaangażował się we współpracę z Piotrem Roguckim, tworząc duet Karaś/Rogucki.
Karaś prowadzi audycję „Oceanarium” w Czwórce.

## Życie prywatne
Kuba Karaś był związany z Jessicą Mercedes Kirschner – blogerką modową.

## Dyskografia

### Albumy
- The Dumplings – No Bad Days (2014)[12]
- The Dumplings – Sea You Later (2015)[3]
- The Dumplings – Raj (2018)[13]
- Karaś/Rogucki – Ostatni bastion romantyzmu (2020)[3]
- Karaś/Rogucki – Czułe Kontyngenty (2022)[14]